# معركة كالوغاريني
معركة كالوغاريني (بالرومانية: Battle of Călugăreni)‏ هي واحدة من أهم المعارك التي حصلت في تاريخ رومانيا بين الأفلاق بقيادة ميشيل الشجاع والإمبراطورية العثمانية بقيادة سنان باشا في 23 أغسطس 1595 في كالوغاريني مقاطعة جورجيو في جنوب رومانيا، كبد الأفلاق العثمانيين هزيمة ساحقة وقتلوا 10 ألف شخص من العثمانيين.